# Željkica Lozo
Željkica Lozo diplomirana je hrvatska novinarka i TV urednica.

## Životopis

### Djetinjstvo i školovanje
Željkica Lozo rođena je 26. travnja 1974. godine u hrvatskom gradu Ogulinu gdje je odrasla i završila osnovnu školu. Pri završetku svog osnovnoškolskog obrazovanja seli se u Opatiju te ondje pohađa srednju školu. U Opatiji je provela četiri godine svoga života te se potom seli u Zagreb gdje upisuje i diplomira novinarstvo na Fakultetu političkih znanosti Sveučilišta u Zagrebu

### Novinarska karijera na HRT-u
Hodnicima Hrvatske radiotelevizije kroči još od 1994. godine. Svoje je novinarsko iskustvo stekla radeći na brojnim emisijama informativnog programa: Zagrebačka panorama, Poslovni klub, Turistički magazin, Svijet poduzetništva, Alpe Dunav Jadran... Kasnije prelazi u Program za Hrvate izvan RH gdje najveći trag ostavlja kao urednica emisije Moje rodno mjesto. Trenutno svoje novinarsko iskustvo pretače u serijal Hrvatska moj izbor te u informativnu emisiju za Hrvate u BiH, Pogled preko granice.